# Famara Diedhiou
Famara Diedhiou (Saint-Louis, 15 dicembre 1992) è un calciatore senegalese, attaccante del Clermont Foot. Con la nazionale senegalese si è laureato campione d'Africa nel 2022.

## Carriera

### Club
Nella stagione 2015-2016 è stato capocannoniere della seconda divisione francese con 21 gol; l'anno seguente ha segnato 8 reti in 31 presenze nella prima divisione francese all'Angers, per poi trascorrere un quadriennio nella seconda divisione inglese al Bristol City.
Nel 2021 è passato all'Alanyaspor, club della prima divisione turca.
Il 24 gennaio 2023 viene ceduto in prestito al Granada.

### Nazionale
Ha esordito in nazionale nel 2014; è stato convocato per la Coppa delle nazioni africane 2021.
Nel novembre del 2022 viene incluso nella rosa senegalese partecipante ai Mondiali di calcio in Qatar, manifestazione in cui va in rete nella seconda gara del girone, conclusasi con la vittoria 3-1 sulla nazionale ospitante.

## Statistiche

### Cronologia presenze e reti in nazionale
| Cronologia completa delle presenze e delle reti in nazionale ― Senegal | Cronologia completa delle presenze e delle reti in nazionale ― Senegal | Cronologia completa delle presenze e delle reti in nazionale ― Senegal | Cronologia completa delle presenze e delle reti in nazionale ― Senegal | Cronologia completa delle presenze e delle reti in nazionale ― Senegal | Cronologia completa delle presenze e delle reti in nazionale ― Senegal | Cronologia completa delle presenze e delle reti in nazionale ― Senegal | Cronologia completa delle presenze e delle reti in nazionale ― Senegal |
| Data                                                                   | Città                                                                  | In casa                                                                | Risultato                                                              | Ospiti                                                                 | Competizione                                                           | Reti                                                                   | Note                                                                   |
| ---------------------------------------------------------------------- | ---------------------------------------------------------------------- | ---------------------------------------------------------------------- | ---------------------------------------------------------------------- | ---------------------------------------------------------------------- | ---------------------------------------------------------------------- | ---------------------------------------------------------------------- | ---------------------------------------------------------------------- |
| 31-5-2014                                                              | Buenos Aires                                                           | Colombia                                                               | 2 – 2                                                                  | Senegal                                                                | Amichevole                                                             | -                                                                      |                                                                        |
| 3-9-2016                                                               | Dakar                                                                  | Senegal                                                                | 2 – 0                                                                  | Namibia                                                                | Qual. Coppa d'Africa 2017                                              | 1                                                                      | 73’                                                                    |
| 8-1-2017                                                               | Brazzaville                                                            | Libia                                                                  | 1 – 2                                                                  | Senegal                                                                | Amichevole                                                             | -                                                                      | 63’                                                                    |
| 23-1-2017                                                              | Franceville                                                            | Senegal                                                                | 2 – 2                                                                  | Algeria                                                                | Coppa d'Africa 2017 - 1º turno                                         | -                                                                      | 70’ 74’                                                                |
| 23-3-2017                                                              | Londra                                                                 | Nigeria                                                                | 1 – 1                                                                  | Senegal                                                                | Amichevole                                                             | -                                                                      | 70’                                                                    |
| 27-3-2017                                                              | Parigi                                                                 | Costa d'Avorio                                                         | 1 – 1                                                                  | Senegal                                                                | Amichevole                                                             | -                                                                      | 46’                                                                    |
| 6-6-2017                                                               | Dakar                                                                  | Senegal                                                                | 0 – 0                                                                  | Uganda                                                                 | Amichevole                                                             | -                                                                      | 71’                                                                    |
| 10-10-2019                                                             | Singapore                                                              | Brasile                                                                | 1 – 1                                                                  | Senegal                                                                | Amichevole                                                             | 1                                                                      | 78’                                                                    |
| 13-11-2019                                                             | Thiès                                                                  | Senegal                                                                | 2 – 0                                                                  | Rep. del Congo                                                         | Qual. Coppa d'Africa 2021                                              | -                                                                      | 83’                                                                    |
| 17-11-2019                                                             | Manzini                                                                | eSwatini                                                               | 1 – 4                                                                  | Senegal                                                                | Qual. Coppa d'Africa 2021                                              | 3                                                                      |                                                                        |
| 9-10-2020                                                              | Rabat                                                                  | Marocco                                                                | 3 – 1                                                                  | Senegal                                                                | Amichevole                                                             | -                                                                      | 55’                                                                    |
| 26-3-2021                                                              | Brazzaville                                                            | Rep. del Congo                                                         | 0 – 0                                                                  | Senegal                                                                | Qual. Coppa d'Africa 2021                                              | -                                                                      | 65’                                                                    |
| 30-3-2021                                                              | Dakar                                                                  | Senegal                                                                | 1 – 1                                                                  | eSwatini                                                               | Qual. Coppa d'Africa 2021                                              | -                                                                      |                                                                        |
| 5-6-2021                                                               | Thiès                                                                  | Senegal                                                                | 3 – 1                                                                  | Zambia                                                                 | Amichevole                                                             | -                                                                      |                                                                        |
| 7-9-2021                                                               | Brazzaville                                                            | Rep. del Congo                                                         | 1 – 3                                                                  | Senegal                                                                | Qual. Mondiali 2022                                                    | -                                                                      | 75’                                                                    |
| 9-10-2021                                                              | Thiès                                                                  | Senegal                                                                | 4 – 1                                                                  | Namibia                                                                | Qual. Mondiali 2022                                                    | 1                                                                      | 72’                                                                    |
| 12-10-2021                                                             | Johannesburg                                                           | Namibia                                                                | 1 – 3                                                                  | Senegal                                                                | Qual. Mondiali 2022                                                    | 3                                                                      | 88’                                                                    |
| 11-11-2021                                                             | Lomé                                                                   | Togo                                                                   | 1 – 1                                                                  | Senegal                                                                | Qual. Mondiali 2022                                                    | -                                                                      | 71’                                                                    |
| 18-1-2022                                                              | Bafoussam                                                              | Malawi                                                                 | 0 – 0                                                                  | Senegal                                                                | Coppa d'Africa 2021 - 1º turno                                         | -                                                                      | 72’                                                                    |
| 25-1-2022                                                              | Bafoussam                                                              | Senegal                                                                | 2 – 0                                                                  | Capo Verde                                                             | Coppa d'Africa 2021 - Ottavi di finale                                 | -                                                                      |                                                                        |
| 30-1-2022                                                              | Yaoundé                                                                | Senegal                                                                | 3 – 1                                                                  | Guinea Equatoriale                                                     | Coppa d'Africa 2021 - Quarti di finale                                 | 1                                                                      | 65’                                                                    |
| 2-2-2022                                                               | Yaoundé                                                                | Burkina Faso                                                           | 1 – 3                                                                  | Senegal                                                                | Coppa d'Africa 2021 - Semifinale                                       | -                                                                      | 65’                                                                    |
| 6-2-2022                                                               | Yaoundé                                                                | Senegal                                                                | 0 – 0 dts (4 – 2 dtr)                                                  | Egitto                                                                 | Coppa d'Africa 2021 - Finale                                           | -                                                                      | 77’                                                                    |
| 25-3-2022                                                              | Il Cairo                                                               | Egitto                                                                 | 1 – 0                                                                  | Senegal                                                                | Qual. Mondiali 2022                                                    | -                                                                      | 62’                                                                    |
| 7-6-2022                                                               | Kigali                                                                 | Ruanda                                                                 | 0 – 1                                                                  | Senegal                                                                | Qual. Coppa d'Africa 2023                                              | -                                                                      | 71’                                                                    |
| 25-11-2022                                                             | Doha                                                                   | Qatar                                                                  | 1 – 3                                                                  | Senegal                                                                | Mondiali 2022 - 1º turno                                               | 1                                                                      | 75’                                                                    |
| 4-12-2022                                                              | Al Khor                                                                | Inghilterra                                                            | 3 – 0                                                                  | Senegal                                                                | Mondiali 2022 - Ottavi di finale                                       | -                                                                      | 72’                                                                    |
| Totale                                                                 |                                                                        | Presenze                                                               | 27                                                                     |                                                                        | Reti                                                                   | 11                                                                     |                                                                        |

## Palmarès

### Club
- Segunda División: 1

Granada: 2022-2023

### Nazionale
- Coppa d'Africa: 1

Camerun 2021

### Individuale
- Capocannoniere della Ligue 2: 1

2015-2016 (21 gol)